# モノコード

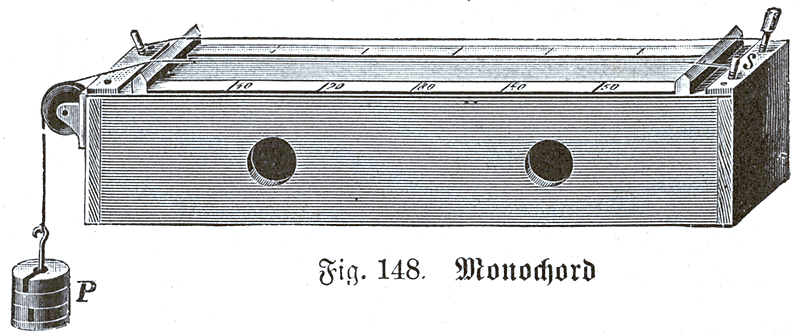
モノコードのイラスト

モノコード（英語: Monochord）は1本の弦を張り、その振動を利用して音程を計測し、音律を規定することを目的とした楽器、器具。モノコルドともいう。「モノ」は「１」、「コード」は「弦」の意。

## 概要
1本の弦と胴部で構成される弦楽器としては、アジアやアフリカの楽弓や一絃琴をはじめとし世界各地でみることができる。
前述の音律を既定する器具としては、ヨーロッパでは紀元前5世紀の古代ギリシアの音律論のなかにピタゴラスの発明として記述がある。共鳴器の上に1本の弦を張り、駒（こま）を動かして弦長を変え、求める音高を得るなどの目的に使用された。中世以降、楽器というより正しい音程や基準音を示すための音律測定器具として用いられ、近代の電気的・電子的測定機器が実用化される19世紀末までは、演奏現場、教育、音楽研究などの領域で使われた。また中世後期以後は複数の弦で和音も演奏できるポリコード(英語: Poly-chords)もつくられた。

## 楽器

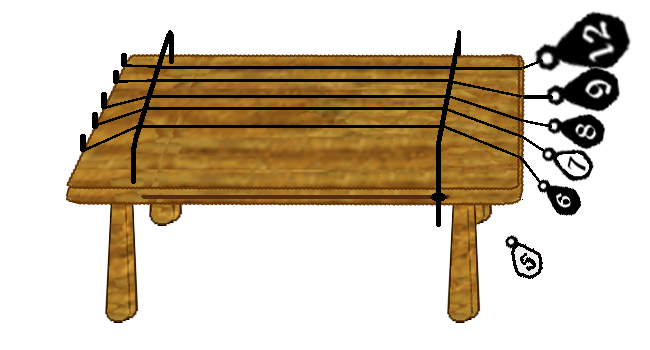
複数の弦のモノコードのイラスト

モノコードの部品には、ペグやナット (楽器)、弦、エンドピンなどが含まれる。弦の長さを半分にしてピッツィカートすると1オクターブ高いピッチが生成され、弦は元の2倍の周波数で振動する。
モノコードから派生した楽器には、古琴やダン・バウ、琴、ヴィーナ、ハーディ・ガーディ、クラヴィコードなどの弦楽器がある。